# Yoga Nidra
Yoga Nidra, av yoga (sanskrit: förening, enhet) och nidra (sanskrit: sömn), betyder ”fysisk sömn”, det vill säga att vid fullt medvetande uppleva att den fysiska kroppen sover. Denna djupavspänning sker med hjälp av instruktioner antingen från en närvarande person eller genom att lyssna på en cd, kassett, etc.

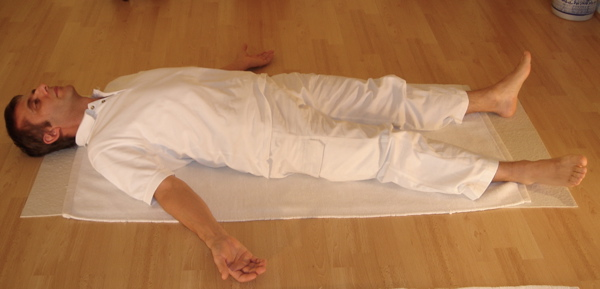
"På tröskeln till sömn, medan sömnen ännu inte har infunnit sig, och den yttre vakenheten tonar bort, i detta ögonblick uppenbaras varandet". (Vigyana Bhairava Tantra)

## Bakgrund
Yoga Nidra har sitt ursprung i den tantriska traditionen. Dess nuvarande form utarbetades av Swami Satyananda Saraswati på 1960-talet och är en pratyahara-teknik för att dra tillbaka sinnena från omgivningen och bygga upp ett medvetet lugn inom sig.

## Utövande
Yoga Nidra skiljer sig från andra avspänningstekniker i att man aldrig blir ombedd att medvetet slappna av. I stället låter man sig utan förståelse- eller tankeansträngning ledas genom följande upplevelser:
1. Förberedelse: Yoga Nidra utövas liggande på rygg på golvet med en tunn matta under sig. Man ligger med slutna ögon i yogaställningen shavasana (dödsstilla), se bild. I detta första skede blir man medveten om platsen man befinner sig på, kroppens fysiska tillstånd och det faktum att man är på väg att träna Yoga Nidra.[1]
2. Sankalpa (sanskrit: beslut): Beslutet som fattas i början av Yoga Nidra kan jämföras med att ett frö blir sått i vårt undermedvetna. Detta beslut kommer att följa oss även i vår vardag och stödja dess förverkligande. Sankalpa, vilket upprepas flera gånger mentalt, ska vara lätt att förstå, positivt och kortfattat.[3]
3. Resan genom kroppen: Här vandrar medvetandet från en kroppsdel till en annan i en given ordning med början vid höger tumme. För att ovidkommande tankar inte ska ta hjärnans uppmärksamhet sker förflyttningen mellan kroppsdelarna i ett snabbt tempo.[1]
4. Andningsmedvetande: Vid denna övning betraktar man sin naturliga andning utan att påverka den. Detta är den andningsrytm som kroppen har när man själv inte tänker på det. Genom att vända sin uppmärksamhet till exempel till hur bröstkorgen/magen höjs och sänks eller hur luften strömmar in och ut genom näsan får man kontakt med sin naturliga andning.[4]
5. Motsatta tillstånd: Här upplever man på ett genomgripande sätt motsatta fysiska och emotionella tillstånd. Tyngd och lätthet, värme och kyla, smärta och glädje är exempel på dessa.
6. Visualisering: Utvalda symboler och bilder visualiseras framför de slutna ögonen. Med hjälp av mantra och musik skapas även en förbindelse till de åtta stora chakra längs ryggraden.
7. Sankalpa: Innan djupavspänningen slutförs upprepas mentalt samma beslut som i punkt två.
8. Avslutningen: Genom att bli medveten om ljud i omgivningen, sedan slå upp ögonen och se sig omkring och till sist röra på kroppen återgår medvetandet successivt till platsen där Yoga Nidra utövas på.[1]

## Forskning
Det avslappnade tillstånd som upplevs under Yoga Nidra förekommer mellan vårt dagliga/aktiva tillstånd och det sovande tillståndet och har fått den vetenskapliga beteckningen alfa-tillstånd. Beteckningen syftar på att hjärnvågornas frekvens i detta tillstånd befinner sig inom intervallet för alfavågor, 8–12 Hz. Studier har visat att utövande av Yoga Nidra höjer dopaminhalten i kroppen. Dopamin är en signalsubstans som bland annat styr hjärnans belöningssystem. Forskning visar även att personer som regelbundet tränar Yoga Nidra har en lägre stressnivå. Denna reducering i stressnivå beror på minskad aktivitet i det sympatiska nervsystemet, och ger en effektivare återhämtning än till exempel en tupplur.
Mindre studier som gjorts har visat att Yoga Nidra kan lindra till exempel ångest, ilska, depression och posttraumatiskt stressyndrom (PTSD).